# مامنکیسور
مامنکیسور (نام علمی: Mamenchisaurus) نام یک سرده از راسته گردن درازان است.
در نگاه اول ممکن است نیمه‌ی پیشین بدن مامنکیسور را به براکیوسور اشتباه بگیریم، چون هر دو پیشانی‌هایی برجسته و گردن‌هایی بسیار دراز دارند که بی‌تردید از آن برای دستیابی به غذا استفاده می‌کرده‌اند. با این حال، این دو فقط خویشاوندی دوری دارند و آسان می‌توان آن‌ها را از هم تشخیص داد: مامنکیسور جمجمه‌ای سرباریک داشت و شانه‌هایش از شانه‌های براکیوسور افتاده‌تر و کوچک‌تر بودند. گردن مامنکیسور ۱۹ مهره داشت -یعنی بیش از هر دایناسور دیگری- و طول این مهره‌ها دو برابر طول مهره‌های پشتش بود. این دایناسور درازترین گردن را در میان همه‌ی جانوران داشت. طول گردن یک نمونه‌ی کشف‌شده بیش از ۱۳ متر است.
گونه‌هایی متعدد از مامنکیسور وجود داشتند که گردن عظیم همه‌ی آن‌ها را از دیگر معاصران گردن‌درازشان متمایزشان می‌کند.